# 二十二史箚記
『二十二史箚記』（にじゅうにしさっき）は、箚記（読書雑記を箇条書きしたもの）の形式で、中国の正史二十二史の編纂形式や構成・内容について考証し論評した書。清代の趙翼の著。本編36巻と補遺1巻とから成り、乾隆60年（1795年）の自序および嘉慶5年（1800年）の銭大昕等の序文がある。廿二史箚記とも記される。

## 概要
その自序中で述べているところによれば、経学は難解であるが、史書は渉猟しやすい。なおかつ我が家には蔵書数が少ないため、正史のみを考証した。正史の二十二史を読む中で気づいた点を書きとめておき、互いに矛盾する記載や興味をもった問題などを比較研究し、それを一書としたのが本書である、という。実際には『新唐書』『新五代史』をも含めた二十四史全てを扱っているが、趙翼の著述の当時これら二書は正史には加えられていなかったため、二十二史と称した。
上記の自序中で述べるような異同の問題のみならず、その筆は、各史書の編纂の経緯や筆法、各時代の政治の得失、太平と動乱など王朝の興亡や動静にも及んでいる。その項目数は、全体では約500件に及んでいる。ただし、その考証の精緻さにおいては、同時期の王鳴盛・銭大昕などの考証学者中の大家には及ばないという評価がなされている。また、その考証の論点を傍証するために正史以外の書物まで引用するということも原則的にはしていない（明代の史実については若干野史を参照している）。ただ、歴代の正史について見る場合には簡便な書物であり、正史を読む際の参考にはなる。日本では頼山陽が序文を付した和刻本が出版されており、頼山陽はその序文の中で、歴代正史を読まなくても、この本を読めばあらましは分かると述べ、日本では正史の概要を知る本として知られた。
巻末には補遺として、趙翼が『御批歴代通鑑輯覧』の編纂に参加した時の、遼代・金代・元代の人名・地名・官職名などの漢訳・訂正の記録を収録している。
なお、日本では1930年に国民文庫刊行会から『続国訳漢文大成』経子史部19・20巻として日本語訳版が刊行（1958年に東洋文化協会が復刻）され、また汲古書院から和刻本の影印が出版されているが、今日では入手困難である。

## 構成
各巻の対象とする正史は以下の通り。
- 巻1-3 : 史記、漢書
- 巻4-5 : 後漢書
- 巻6 : 三国志
- 巻7 : 三国志、晋書
- 巻8 : 晋書
- 巻9 : 宋書、南斉書、梁書、陳書
- 巻10-12 : 宋書、南斉書、梁書、陳書、南史
- 巻13-15 : 魏書、北斉書、周書、隋書、北史
- 巻16-20 : 旧唐書、新唐書
- 巻21-22 : 五代史
- 巻23 : 宋史、遼史、金史
- 巻24-26 : 宋史
- 巻27 : 遼史、金史
- 巻28 : 金史
- 巻29-30 : 元史
- 巻31-36 : 明史